# 創価学会インタナショナル
創価学会インタナショナル（そうかがっかいインタナショナル、英: Soka Gakkai International, SGI）は、創価学会の海外組織。

## 概要
宗教の布教活動が厳しく規制されている中国、北朝鮮や中東諸国のイスラム教圏など一部の国・地域を除いた、日本を含む世界192カ国・地域に広がっており支部を設けて活動している。
日蓮仏法を基調とした平和、文化および教育の推進を目的とし、1975年に51か国の団体が集ってグアム島で設立された。設立時の名称は「IBL (International Buddhist League、国際仏教徒連盟) 」であった。
現在、156団体が加盟している。日本を含む192の国・地域に会員が存在し、1975年の設立当初の会員数は約150万人とされていたが、2017年には280万人を超えている。会長は池田大作（創価学会名誉会長）が1975年の創設から2023年に死去するまで務めており、没後の2024年に「永遠にSGI会長として仰ぐ」ことが宣言された。
日本以外のSGI各国では、信仰の一つである勤行（五座三座など）が非日本語圏の信者にとっては覚えて唱えるには難解なこともあり、また日蓮の教義上からも、最重要とされる南無妙法蓮華経を唱える本来の信仰方法を重視し、会員の提案により、2002年5月から日本国外のSGIメンバーに向けて、勤行が簡素化された。2004年（平成16年）11月には日本の創価学会にも同様の意義から、簡素化された勤行が制定された。
2017年（平成29年）9月1日の創価学会総務会で、創価学会は最高法規となる「創価学会会憲」の制定を決定した。同会憲（英語名称：The Constitution of the Soka Gakkai）は国際組織の創価学会インタナショナル（SGI）の常任理事会と理事会の合同会議でも承認された。会憲は、全世界の各国・地域の創価学会の団体と会員に適用される。会憲の制定は、牧口常三郎初代会長と戸田城聖第2代会長（設立当時の旧団体名：創価教育学会）、SGI会長でもある池田大作・創価学会名誉会長・第3代会長の指導・精神を根本規範とし、正しい継承、発展を目的としている。

## 各国での反応
創価学会インタナショナル（SGI）は、宗教の布教活動が厳しく規制されている中華人民共和国（中国）、朝鮮民主主義人民共和国（北朝鮮）や中東諸国のイスラム教圏など一部の国・地域を除いた、日本を含む世界193カ国・地域に広がっており支部を設けている。また、一部の国では創価学会インタナショナル（SGI）はカルトとして危険視されることもある。

### イタリア共和国とのインテーサ（宗教協約）調印
イタリア共和国とイタリアSGI（イタリア創価学会仏教協会、Soka Gakkai Italian Buddhist Institute）との間に、2015年6月、インテーサ（宗教協約）が調印された。調印式は2015年6月27日に行われ、マッテオ・レンツィ首相とフィレンツェ市のダリオ・ナルデッラ（en）市長が出席、式典の様子はイタリアの国営テレビ局が放送した。2016年現在、イタリアで承認された宗教団体は12団体である。
2016年7月15日付のイタリア政府の官報（164号）ではイタリアSGIと締結した本協約を骨子とした法令が記載され、この法令は7月30日に発効された。イタリア政府の官報によると、イタリアSGIには、学校など教育機関を自由に設立する権利や、会員が宗教的祭日を遵守する権利などが認められる。

### SGIと国連
「SGI国連事務所」の前身であるSGI国連連絡所が、アメリカ・ニューヨークとスイス・ジュネーヴに開設されてから2017年で20周年となった。
創価学会の戸田城聖第2代会長は国際連合（以下、国連）について、「20世紀の人類の英知の結晶である。この世界の希望の砦を、次の世紀へ断じて守り、断じて育てていかねばならない」と訴えていた。その志を継いだ池田大作SGI会長は、国連を「人類の議会」「グローバルな対話の場」と位置付け、国連中心主義の道を永遠に進むと明言してきた。
1983年からは、池田会長が『「SGIの日」記念提言』を発表し、国連を中心とした世界平和の実現への具体的な方途を発信し続けている。
アンワルル・チョウドリ元国連事務次長は「40年以上も前、池田会長は『国連を守る世界市民の会』を提唱されています。この先見的な提案の価値は、現在の世界的な文脈の中で、より一層、明らかになってきました。SGIは国連本部においても、前向きな意思を持った国際NGOとしてしっかりと認識され、積極的な役割を果たしています』と評している。

### 政府または議会にカルト（セクト）と分類された例
フランス国民議会が1995年に作成したカルト（セクト）に関する議会委員会の報告では、他の多くの宗教団体とともに創価学会もリストアップされていた。
ドイツ連邦共和国がすべての州と協力して1996年に作成したパンフレット「いわゆる若いカルトと精神異常グループ（Infos über Sekten, Kulte und den Psychomarkt）」では、創価学会は「仏教改革運動」として紹介されている。
ベルギー議会調査委員会が1997年に作成した報告書でも、創価学会の名前が記されていたという。
フランス国民議会が1999年に作成した「セクトの財務、所有物、収益、同様にそれらの経済活動・経済・金融の関わりに関する公聴委員会報告（Les sectes et l'argent）」でも、他の30数団体とともに創価学会が調査対象として挙げられている。
創価学会系列の言論サイトWEB第三文明は、1983年にフランス国会に提出された「アラン・ヴィヴィアン報告書」を挙げ、報告書における創価学会についての記述は、現地組織を脱会した一人の人物の証言を受けたものに過ぎなかったと報告している。WEB第三文明はまた、2013年、フランス政府が設ける首相直属のセクト対策機関「ミビリュード」（MIVILUDES＝「セクト逸脱行為監視取り締まり関係省庁委員会」の略称）会長のジョルジュ・フネックは、『ル・モンド』の月刊誌『Le Monde DES RELIGIONS』の取材に対し、「ここ5年以上にわたり、創価学会に関して、我々はセクト逸脱行為の通報を一切受けていない。運動体は礼拝、文化、商業活動を区別し、フランスにおいてはまったく問題を提起しない」と語っていると報じている。なお、2020年、セクト的逸脱行為関係省庁警戒対策本部 （MIVILUDES）に創価学会について10件の通報があった。

### イギリスSGIの研究
社会学者のブライアン・R・ウィルソンは、イギリスSGI（SGI-UK）の個別研究を通して、「SGIの理念と運動の意味と役割」についてこう論じている。
「SGIの仏教理念と運動は、キリスト教の神の権威に基づく道徳の規制から人々を解き放ち、『個人の自立』『上からの権威に依存せず、自分の人生に自分自身で責任をとる』『自助努力』の必要性と大切さ、自分らしい生き方の追求を奨励する新たな規範を提供した。そして死後の救済を信じて禁欲的に生きるのではなく、変化する社会のなかで積極的に自分の可能性を追求し、自己表現の機会と、新しい人間関係の形成という、積極的で外交的な生き方を促したのである」

### アメリカSGIの研究
フィリップ・E・ハモンド、デヴィット・W・マハチェクの両者は、アメリカSGI（SGI-USA）を個人・教団・社会という重層的なレベルで分析し、「アメリカSGIのメンバーは、自分の人生に責任を持つと同時に、自分の行動が他者、社会、環境に与える影響にも責任を持っている。そうした行動が今、自己変革を求めるアメリカの人々に受け入れられている」と言及している。

### シンガポール創価学会への評価
シンガポール創価学会（Singapore Soka Association、略称：SSA）では人民協会や数多くの宗教・文化団体、学術機関と交流を進め、シンガポール独立記念式典や国家行事に出演している。また、震災や自然災害が発生する際には、SSAのメンバーが救援活動に率先していたりする。国際宗教社会学会のカール・ドブラーレ元会長は、創価学会の「人間革命」の哲学に注目し「創価学会は、日蓮の教えを通し、会員に『自己を見つめさせ』『仏法を基調に社会に貢献する』生き方を教える、『行動の仏教』」であると述べている。

### 施設建設に関する議論
2007年、SGI-USA支部が首都ワシントンD.C.の心臓部にあたり、副大統領公邸から至近距離で、住宅または純粋な宗教施設以外の施設には厳しい事前の規制が課される地域において、創価学会インタナショナルUSAが、建設を認可された教団施設「仏教文化センター」の建設中、施設に交流ルーム、会議室など数室が含まれることを知り、純粋な宗教施設ではないと認識した地域住民約50世帯が、交通渋滞や騒音を懸念して当初の認可が間違いであったと、都市計画を扱う地域区分調整委員会に訴えを起こしたため、双方の事情を聴く公聴会が開かれた。教団は、この施設をアメリカ国内で幅広く宣伝していた。
この施設は、駐米カーボベルデ大使館（en）に使用されている歴史有る「Babcock-Macomb House」の庭を一部含んでおり、「Babcock-Macomb House友の会(the Friends of Babcock-Macomb)」が結成され、「（建設中の）施設は宗教施設ではなく地域施設」との抗議を開始した。公聴会までに、「礼拝とは何か」という定義に関する論争は、すでに3年にも及んでいた。
公聴会では、住民代表から、SGIの他の施設も、この施設も、純粋な礼拝施設ではなく、住民活動や平和運動、地域の親睦活動などが行われ、毎日人を集めるために、交通渋滞や騒音の原因になるとの懸念が表明され、SGIの代理人は「この施設は、ワシントン地区に住む170名の創価学会インタナショナルUSA会員が、日々の礼拝と活動に使用し、あくまで宗教施設である」ことを主張した。住民代表は、創価学会がわざと使用方法を間違えて申請したと述べたが、地域区分調整委員長は「『主な』使用方法が礼拝であること」という定義を引用し、住民側の意見に同意しなかった。その後、仏教文化センターは完成、利用されている。

### ブラジル創価学会
ブラジル創価学会インターナショナル（現地名称：Brasil Soka Gakkai Internacional、BSGI）が2017年8月23日に新人事を発表し、新たにシラトリ・ミゲル理事長、知名ジュリオ首席副理事長らが着任したことを、同年9月23日付のサンパウロ新聞が報じた。

## 役員一覧
2025年4月13日現在
- 会長∶池田大作（2023年11月15日死去、没後の2024年に「永遠のSGI会長」に推戴された。）
- 会長代行∶原田稔（創価学会第6代会長）
- 理事長∶谷川佳樹（創価学会主任副会長・壮年部長）
- 女性部長∶笠貫由美子（副理事長・創価学会女性部総主事）
- 副理事長∶長谷川重夫（創価学会理事長）
- 副理事長∶池田博正（創価学会主任副会長、池田大作の長男、池田家当主）
- 副理事長∶金澤敏雄（創価学会主任副会長）
- 副理事長∶寺崎広嗣（平和運動総局長・創価学会副会長・国際総局長）
- 副理事長∶大山博道（創価学会副会長）
- 副理事長∶清水信次（創価学会副会長）

（創価学会のみ記載、副理事長他8氏）
- 参与∶大場好孝（前理事長）